# Hab ich dir je gesagt…
Hab ich dir je gesagt… ist ein Lied der deutschen Singer-Songwriterin Madeline Juno aus dem Jahr 2025. Das Stück ist die dritte Singleauskopplung aus ihrem siebten Studioalbum Anomalie, Pt. 1.

## Entstehung und Artwork
Das Lied wurde von der Interpretin selbst, zusammen mit den Koautoren Joschka Bender, Wanja Bierbaum (Hardy X) und Wieland Stahnecker (Blinker), geschrieben. Die beiden Koautoren Bender und Hardy X zeichneten zudem auch für die Produktion verantwortlich. Alle drei Koautoren arbeiteten bereits in der Vergangenheit mit Juno zusammen. Während der Berliner Musiker Bender bereits seit Beginn von Junos Karriere festes Mitglied ihrer Liveband ist und an diversen Produktionen, in verschiedenen Funktionen, beteiligt gewesen war, arbeitet der Koblenzer Musiker Blinker seit ihrem fünften Studioalbum Besser kann ich es nicht erklären (Januar 2022) regelmäßig mit ihr zusammen, wie auch Bender, als Autor, Studiomusiker sowie festes Mitglied ihrer Liveband. Hardy X startete die Zusammenarbeit mit Juno mit den Arbeiten an ihrem vorangegangenen Studioalbum Nur zu Besuch (Januar 2024), wobei der Österreicher als Autor, Produzent und Studiomusiker von vier Titeln agierte.  Die Abmischung erfolgte durch Yunus Cimen (Kingsize). Das Mastering erfolgte durch HP Mastering Hamburg, unter der Leitung von Studiobetreiber Hans-Philipp Graf.
Auf dem Frontcover der Single ist – neben Interpretenangabe und Liedtitel – Juno zu sehen. Es zeigt lediglich ihr Gesicht, mit Blick zur Kamera, während sie sich nach vorne beugt. Das gleiche Coverbild fand auch Verwendung bei der vorangegangenen Single Anomalie. Die Fotografie wurde vom Berliner Fotografen Jakob Marwein geschossen.

## Veröffentlichung und Promotion
Die Erstveröffentlichung von Hab ich dir je gesagt… erfolgte als Single am 4. April 2025 bei Embassy of Music. Diese erschien als digitaler Einzeltrack zum Download und Streaming. Der Vertrieb erfolgte durch Tonpool; verlegt wurde das Lied durch Budde Music Publishing, Edition Forest Fire, Edition Indiekator sowie Universal Music Publishing. Am 13. Juni 2025 erschien das Lied als Teil von Junos siebten Studioalbum Anomalie, Pt. 1 (Katalognummer: 770994), dessen dritte Singleauskopplung es ist.
Erstmals angekündigt wurde die Singleveröffentlichung zu Hab ich dir je gesagt… von Juno über ihre sozialen Medien am 26. März 2025, in dem sie einen Teaser, mit dem Kommentar „Das hast du aus mir gemacht“, einer Zeile aus der zweiten Strophe, präsentierte.

## Inhalt
| „Hab’ ich dir je gesagt: „Ich mag dich deutlich lieber auf Distanz“? Ich find’ ja, echte Freunde lügen sich nicht an. Ist nicht böse gemeint, hoff' nur, dass du bleibst. Da wo du gerade bist und dass du nie mehr schreibst. Versprich mir einfach alles, was du niemals halten kannst. Lieb’s, wenn du da bist, wo ich dich gut sehen kann. Hat dir niemand gesagt, dass ein Attentat auf mein Herz. Mich nicht zu deinem Opfer macht, sondern umgekehrt?“ – Refrain, Originalauszug | Der Liedtext zu Hab ich dir je gesagt… ist in deutscher Sprache verfasst und stammt von der Interpretin selbst sowie Joschka Bender, Blinker und Hardy X. Alle Texter waren zugleich für die Komposition zuständig und komponierten die Musik in cis-Moll mit 113 Schlägen pro Minute. Musikalisch bewegt sich das Lied im Bereich Popmusik, mit House-Elementen. Inhaltlich geht es in Hab ich dir je gesagt… um eine zerbrochene Freundschaft („Lieb’s, wenn du da bist, wo ich dich gut sehen kann“), die keine wirkliche („Ich find’ ja, echte Freunde lügen sich nicht an“) war. Juno thematisiere das Gefühl von Enttäuschung („Hat dir niemand gesagt, dass ein Attentat auf mein Herz“) und den Wunsch nach Distanz („Ich mag dich deutlich lieber auf Distanz“), die nach einer solchen Erfahrung entstehen. Juno selbst, erklärte den Inhalt mit folgenden Worten: “Hab ich dir je gesagt… ist Teil meiner ‘Villain Era’. Inspiriert von einer Freundschaft, die am Ende keine war, war es witzig, in eine Rolle zu schlüpfen und mal ganz anders zu sein. Sich nicht zu entschuldigen und mal vom Verkopfen wegzukommen. Ich mag diese Version von mir, gerade weil sie noch nicht gelernt ist und ich wünschte, mehr so sein zu können. Ich mag den Bass im Song – auch weil er die Einsicht voraussetzt, dass nicht alle Menschen meine Zeit und Zuneigung verdient haben, besonders wenn sie sich dafür entscheiden, Scheiße zu bauen. Es ist der Song, den ich am liebsten im Auto anmache und sofort gute Laune kriege – no hate, no hard feelings. Just distance.” |

Aufgebaut ist das Lied aus einem Intro, zwei Strophen, einem Refrain und einem Outro. Es beginnt mit dem Intro, das lediglich aus der Zeile „Hab’ ich dir je gesagt: „Ich mag dich“?“ besteht, einem Teilauszug des Refrains. Auf das Intro folgt die erste Strophe, die als Achtzeiler verfasst wurde. An diese schließt sich erstmals der Refrain an, der ebenfalls acht Zeilen umfasst. Der gleiche Aufbau wiederholt sich mit der zweiten Strophe. Nach dem zweiten Refrain endet das Lied mit dem Outro, dass als Zweizeiler geschrieben wurde.

## Musikvideo
Das Musikvideo zu Hab ich dir je gesagt… feierte seine Premiere am 4. April 2025 auf der Videoplattform YouTube. Es zeigt Juno, die sich in einem leeren Wohnraum selbst filmt, während sie das Lied singt. Im Raum sind lediglich noch zwei übereinanderstehende Röhrenfernseher zu sehen, wovon einer direkt Junos Liveaufnahmen überträgt, während der andere kein Signal empfängt. Die Gesamtlänge des Videos beträgt 2:46 Minuten. Regie führte der Berliner Filmemacher Jakob Marwein, der bereits bei den letzten beiden Musikvideos zu Reservetank, Butterfly Effect (beide Januar 2025) und Anomalie (Februar 2025) Regie führte.

## Mitwirkende
| Liedproduktion - Joschka Bender: Komposition, Liedtext, Musikproduktion - Wanja Bierbaum (Hardy X): Komposition, Liedtext, Musikproduktion - Yunus Cimen (Kingsize): Abmischung - Hans-Philipp Graf: Mastering - Madeline Juno: Gesang, Komposition, Liedtext - Wieland Stahnecker (Blinker): Komposition, Liedtext Musikvideo - Bearry: Kreativdirektion - Stefanie Ganschow: Filmproduktion, Styling - Jakob Marwein: Kamera, Regie - Anne-Marie Wittchen: Haare, Schminke | Visualisierung (Cover) - Jakob Marwein: Fotografie Unternehmen - Budde Music Publishing: Musikverlag - Edition Forest Fire: Musikverlag - Edition Indiekator: Musikverlag - Embassy of Music: Musiklabel - HP Mastering Hamburg: Tonstudio - Tonpool: Vertrieb - Universal Music Publishing: Musikverlag |

## Rezensionen
Der Rezensent vom CityGuide Rhein-Neckar beschrieb Hab ich dir je gesagt… als einen tiefen, ehrlichen Einblick in Erkenntnisse, die aus einer zerbrochenen Freundschaft resultieren würden. Juno besinge die Scherben einer Freundschaft, die keine war und finde zu einer befreienden Form des Social Distancing. In gewohnt poetischer und zugleich direkter Sprache illustriere Juno den Verlust einer wichtigen Bezugsperson in bittersüßen Textzeilen. Musikalisch bleibe sie ihrem charakteristischen, melancholisch-atmosphärischen Klang treu, bringe aber eine spannende neue elektronische Komponente rein. Die Mischung aus kraft- und gefühlvollem Gesang, einem R’n’B-entlehnten Beat mit gelegentlich eingeschobener House-Bassline sowie die ehrlichen Zeilen würden Hab ich dir je gesagt… zu einem Lied machen, mit dem sich viele Hörer sicher identifizieren können, insbesondere aber Junos Fanbase.